# Mexisquilla horologii
Mexisquilla horologii är en kräftdjursart som först beskrevs av Camp 1971.  Mexisquilla horologii ingår i släktet Mexisquilla och familjen Nannosquillidae. Inga underarter finns listade i Catalogue of Life.